# Allotisis discreta
Allotisis discreta là một loài bọ cánh cứng trong họ Cerambycidae.